# Release (Pet Shop Boys)
Release è l'ottavo album in studio del gruppo musicale britannico Pet Shop Boys, pubblicato il 1º aprile 2002 dalla Parlophone.

## Produzione
Dopo il successo del precedente album Nightlife, nel 2000 il duo pensava di realizzare una raccolta dei suoi successi con l'aggiunta dei due nuovi brani Positive Role Model e Somebody Else's Business, ma poi preferì lavorare ad un nuovo album di studio.
Inizialmente concepito come album hip hop, i Pet Shop Boys preferirono strutturarlo come album acustico. Ciò è particolarmente degno di nota in quanto nessuno dei precedenti lavori del duo aveva una struttura simile; in Release vi è quasi una completa conversione, una inversione di 180°, rispetto al sound notoriamente synth pop dei Pet Shop Boys.
Nonostante molti suoni vennero registrati con l'ausilio dei computer, le basi musicali di chitarra, basso e batteria sono state registrate "dal vivo". Durante la realizzazione venne ingaggiato l'ex chitarrista degli Smiths Johnny Marr (vecchio amico di Tennant e Lowe) per suonare alcune parti di chitarra acustica ed elettrica di ben 7 brani inclusi nell'album. Eccetto il brano London che fu registrato a Berlino con il produttore Chris Zippel, i Pet Shop Boys scrissero, produssero e registrarono l'album a propria cura nello studio della casa di Neil e successivamente ne commissionarono il mixaggio a Michael Brauer (che mixò i primi due album dei Coldplay).
In un'analisi di Release Chris ha definito l'album "un disco di Neil e Chris reso più personale non a livello di musica, come i precedenti album, ma a livello di testi...testi che contengono una storia". Probabilmente con Release i Pet Shop Boys volevano dimostrare maggiormente la loro capacità di compositori, musicisti e artisti completi, più profondamente di quanto fatto fino ad allora.
Sin dalla sua pubblicazione Release venne indicato subito come "l'album più rock dei Pet Shop Boys che contiene quasi tutte ballate rock lente e con massiccio uso di chitarre mai visto finora" e da esso vennero estratti tre singoli: Home and Dry, I Get Along e London (sebbene quest'ultima uscì solo per il mercato tedesco).
Originariamente l'album prevedeva 11 brani (l'undicesimo era I Didn't Get Where I Am Today) ma si decise di estromettere quest'ultimo in quanto ritenuto "troppo" per l'album. Il brano venne incluso come B-side del loro singolo del 2004 Flamboyant. Altri brani composti durante la produzione di Release furono "Between Two Islands", "Searching for the face of Jesus", "Sexy Northerner" e "Always" (tutti inclusi come b-side dei loro singoli estratti e successivamente nella raccolta di b-side Format del 2012).

## Singoli estratti
Circa un mese prima della pubblicazione dell'album il brano Home and Dry venne pubblicato come singolo e già lasciava intendere uno stile musicale differente rispetto alla carriera dei Pet Shop Boys. Il singolo venne frequentemente fatto ascoltare alle radio e si classificò al 14º posto in classifica. Se alle radio Home and Dry era molto gettonato, fu completamente diversa la sorte per quanto riguarda il video musicale del brano: raffigurante delle immagini di topini fra i binari della stazione di Tottenham Court Road di Londra, il video venne omesso da molte emittenti televisive, incluse MTV.
Il secondo singolo estratto da Release fu I Get Along al quale fece seguito London (sebbene quest'ultima uscì solo per il mercato tedesco).
Fra i b-side del singolo Home and Dry compare anche il brano Sexy Northerner che ebbe molto più successo nella classifica dance americana piazzandosi al 15º posto contro il 44º posto di Home and Dry. Pur non essendo stato estratto come singolo, Sexy Northerner raccolse molto successo in America.

## Vendite
Nella sua prima settimana di pubblicazione Release vendette 18 008 copie le quali fecero debuttare il disco in 7ª posizione in classifica. Diverse sorti in Germania dove l'album entrò nella Top3.
Con quasi un milione di copie (800.000 per la precisione) vendute globalmente, Release è considerato l'album che ha venduto meno del duo.
Come già detto ciò fu dovuto anche in parte allo scarso impatto che il primo singolo Home and Dry ebbe. Ciò nonostante Release ottenne in madrepatria il disco d'argento con oltre 60 000 copie vendute.

## Nomination ai Grammy Award
Nella sua prima stampa la cover dell'album era grigia, ma successivamente si pubblicò l'album in 4 diverse cover: tutte con effetto metallico ma di tinta diversa (grigia, blu, rosa e rossa). Questa manovra contribuì a far includere il design dell'album fra le nomination dei Grammy Awards 2003.

## Tracce
1. Home and Dry
2. I Get Along
3. Birthday Boy
4. London
5. E-Mail
6. The Samurai in Autumn
7. Love Is a Catastrophe
8. Here
9. The Night I Fell in Love
10. You Choose

## Classifiche
| Classifica (2002)              | Posizione massima |
| ------------------------------ | ----------------- |
| Australia                      | 62                |
| Austria                        | 15                |
| Belgio (Vallonia)              | 21                |
| Danimarca                      | 9                 |
| Finlandia                      | 22                |
| Francia                        | 53                |
| Germania                       | 3                 |
| Norvegia                       | 33                |
| Paesi Bassi                    | 71                |
| Regno Unito                    | 7                 |
| Stati Uniti                    | 73                |
| Stati Uniti (dance/electronic) | 1                 |
| Svezia                         | 12                |
| Svizzera                       | 13                |